# پروفسور (فیلم ۲۰۱۸)
پروفسور (انگلیسی: The Professor) یک فیلم کمدی-درام آمریکایی به نویسندگی و کارگردانی وین رابرتز است که در سال ۲۰۱۸ منتشر شد. در این فیلم بازیگرانی نظیر جانی دپ، رزمری دویت، دنی هوستون، زوئی دویچ، ران لیوینگستون و اودسا یانگ ایفای نقش می‌کنند.
اولین نمایش جهانی آن در جشنواره فیلم زوریخ در ۵ اکتبر ۲۰۱۸ بود. این فیلم در ۱۷ مه ۲۰۱۹ توسط صبان فیلمز منتشر شد.

## داستان
ریچارد براون، استاد ادبیات در یکی از کالج‌های نیوانگلند، مبتلا به سرطان ریه در مرحلهٔ چهار پایانی تشخیص داده می‌شود. پزشکش مدت زمان باقیماندهٔ عمر او را بدون درمان حدود شش ماه، و با درمان تا هجده ماه تخمین می‌زند. او به خانه بازمی‌گردد تا موضوع را با خانواده‌اش در میان بگذارد، اما هنگام صرف شام، دخترش الیویا اعلام می‌کند که همجنس‌گرا است. ورونیکا، همسر ریچارد، این موضوع را بی‌اهمیت می‌شمارد و سپس فاش می‌کند که با هنری رایت، رئیس کالج، رابطه دارد. ریچارد تصمیم می‌گیرد تشخیص بیماری‌اش را فاش نکند.
در دانشگاه، ریچارد شیوهٔ تدریس خود را تغییر می‌دهد. او به دانشجویانی که مایل به ترک کلاس هستند، نمرهٔ قبولی می‌دهد و تنها کسانی را نگه می‌دارد که علاقهٔ واقعی به درس دارند. رفتار او به‌تدریج نامعمول‌تر می‌شود و مصرف الکل و مواد مخدرش افزایش می‌یابد. او و ورونیکا توافق می‌کنند برای خاطر الیویا ظاهر زندگی مشترک را حفظ کنند، اما در عمل به‌طور جداگانه زندگی کنند.
ریچارد موضوع بیماری‌اش را با پیتر، همکار و رئیس دپارتمان خود، در میان می‌گذارد و درخواست مرخصی می‌کند. پیتر در ابتدا تردید دارد اما سرانجام با او همکاری می‌کند. ریچارد برای مدتی کوتاه به یک گروه حمایت از بیماران سرطانی می‌پیوندد اما زود آن را ترک می‌کند. سپس زمانی را با یکی از دانشجویان، به‌نام کلر، می‌گذراند که مشخص می‌شود خواهرزادهٔ رئیس کالج است. ریچارد بیماری‌اش را با او در میان می‌گذارد.
پس از آن‌که بر اثر مستی از حال می‌رود و در بیمارستان بستری می‌شود، ریچارد با رئیس کالج روبه‌رو می‌شود و به او بابت رابطه‌اش با ورونیکا و همچنین سوءاستفادهٔ مالی از منابع دانشگاه اعتراض می‌کند. در نهایت با مرخصی استعلاجی موافقت می‌شود. در آخرین جلسهٔ کلاس، ریچارد به دانشجویانش توصیه می‌کند زندگی را در آغوش بگیرند و با مرگ‌پذیری روبه‌رو شوند. در مهمانی شام اساتید، او به‌طور علنی بیماری‌اش را اعلام می‌کند، رئیس کالج را نقد می‌کند و احساسات خود را نسبت به ورونیکا بیان می‌کند.
در خانه، الیویا دربارهٔ مشکلات رابطه‌اش با ریچارد صحبت می‌کند. ریچارد او را دلگرم می‌کند و از بیماری‌اش می‌گوید. سپس به‌همراه سگش راهی سفر می‌شود و در نقطه‌ای که جاده به دو شاخه می‌رسد، مسیر ناشناخته‌ای را در دل دشت برمی‌گزیند.

## بازیگران
- جانی دپ در نقش ریچارد براون
- رزمری دویت در نقش ورونیکا سینکلیر-براون
- اودسا یانگ در نقش اودسا یانگ
- دنی هوستون در نقش پیتر متیو
- زوئی دویچ در نقش کلیر
- دوون ترل در نقش دنی آلبرایت
- ران لیوینگستون در نقش هنری رایت
- شیوون فالون هوگان در نقش دونا
- لیندا ایمند در نقش باربارا متیو
- پالوما کویاتکوسکی در نقش یک دانشجو

## انتشار
اولین نمایش جهانی این فیلم در جشنواره فیلم زوریخ در ۵ اکتبر ۲۰۱۸ بود. پیش از آن، صبان فیلمز و دایرکت وی سینما حق پخش فیلم را به دست آوردند. این فیلم در ۱۷ مه ۲۰۱۹ منتشر شد.